# صمدآغا شیخ‌لاروف
صمدآغا شیخ‌لاروف (ترکی آذربایجانی: Səmədağa Məhəmməd oğlu Şıxlarov; ۵ سپتامبر ۱۹۵۵ – ۱ ژوئن ۲۰۲۱) بازیکن فوتبال اهل اتحاد جماهیر شوروی سوسیالیستی بود.
از باشگاه‌هایی که در آن بازی کرده‌است می‌توان به باشگاه فوتبال کپز و باشگاه فوتبال نفتچی باکو اشاره کرد.
وی همچنین در تیم ملی فوتبال تیم فوتبال المپیک اتحاد جماهیر شوروی بازی کرده‌است.